# ウチェ・エチェフ
ウチェ・エチェフ（Uche Echefu、1986年2月11日 - ）は、ナイジェリア・ラゴス出身のプロバスケットボール選手である。ポジションはパワーフォワード。元新潟アルビレックスBB。大学卒業後、NBAのサマーリーグに招待されるなど、その能力は高く、身長にもかかわらず走り負けない能力。フリースローのシュート力の高さ等その将来の活躍をうかがわせる力を備えている。

## 来歴
2006年モントローズ・クリスチャン高校時卒業。
2006年にフロリダ州立大学入学。
NCAA一部で活躍。
大学卒業後、2009年にラスベガスで行われたNBAサマーリーグにポートランド・トレイルブレイザーズからに招待されたがロースターには残れなかった。
2009年から2010年、新潟アルビレックスBB所属。

## エピソード
- とにかく明るくて、よくしゃべる。そのいかつい顔からは想像できないが、非常に礼儀正しく、好青年である。